# 書体
書体（しょたい）とは、一定の文字体系のもとにある文字について、それぞれの字体が一貫した特徴と独自の様式を備えた字形として、表現されているものをいう。基礎となる字体の特徴、およびその字形の様式から導かれる、形態の差異によって分類される。例えば、漢字という文字体系のもとにある書体として、篆書・隷書・楷書・行書・草書の五体に加え、印刷用の書体（明朝体やゴシック体など）、さらにはデジタルデバイスでの表示に最適化することを指向した書体が存在する。これらはいずれも共通の文字集合から生まれながら、時代・地域・目的などにより、その形態を変化させていったものである。
英語の typeface の訳語としても用いられる。この場合は、広義における活字とその意匠についての概念として扱われる。
近年ではフォントと同義に用いられることがあり、フォントの使用ライセンスの単位として、1書体、2書体と数えることもある。しかし本来、書体は文字に通底する概念であって、金属活字の字面や写真植字の文字盤、またデジタルフォントのアウトラインデータそれ自体を指すものではない。
以下は字形から見た書体の類別（組版の視点から見た分類）に従って叙述する。

## 欧文書体
欧文書体は、画数や字数が少なく作りやすいため数が豊富であり、整理・体系化が進んでいる。
主な書体は以下のように分類される。
- セリフ（ストロークの端に飾りがついた書体）
  - オールド・フェイス
  - トランジショナル
  - モダン・フェイス
- サンセリフ（セリフのない、均一な太さのストロークをもつ書体）
  - グロテスク
  - ネオ・グロテスク
  - ヒューマニスト
  - ジオメトリック
- スクリプト（筆記体などの手書き文字に近い書体）
  - フォーマル
  - インフォーマル
  - ロンドスクリプト（英語版） (フランス風)
  - イタリックスクリプト（英語版）
- カリグラフィック
  - メロヴィング体（英語版）
  - カロリング小文字体
  - インシュラー体
  - ゲール文字
  - ローマ筆記体
  - アンシャル体
- ディスプレイ (POP) 書体
- ブラックレター
  - フラクトゥール
- コンピューター向け
  - ドットディスプレイ用書体
  - セグメントディスプレイ用書体
- その他
  - OCR用書体 (OCR-A（英語版）、OCR-B（英語版）、E-13B及びCMC-7、Data 70など)
  - タイプライター再現用書体 (ムラや掠れなどを再現したもの)

### 欧文書体の各構成要素

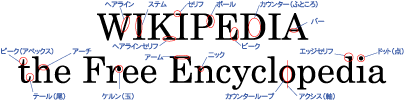
欧文書体のエレメント

欧文書体は小文字において上下の幅が極端に異なることから、いくつかの上下のラインを設定し、字の高さを数パターンに規格化した上で設計される。このことよりベースラインを始めとした、図のように幾つもの（見えない）並び線に沿ってデザインされることが普通である。
また、欧文書体はエレメントを再利用することで構成されること、いくつかの特徴的なエレメントのデザインが決まれば、他の文字の同様の部分もおおむね定まってくるといえる。エレメントによる字形の再生産は一般的に読みやすさを担保する要請に叶うことである。なお、再利用されるエレメントは完全に一致するとは限らず、文字の造形に内在する錯視や、出力時の見え方の調整を念頭に部分的にエレメントを例外的に調整する必要がある。
なお、「カウンター」は、閉じた部分だけではなく、CやVなどの字の内側も指す。また、図中の「ケルン」は日本独自の用語であり、英語ではball-shaped terminal、ドイツ語ではTropfenなどと呼ばれる。金属活字において、一般にボディから張り出した部分を指すkernという語をエレメントと混同した呼称であって、誤りとされる。

### 欧文書体における並び線の種類

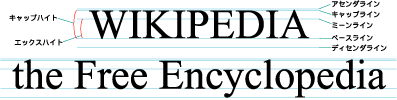
欧文書体の各種ライン

ベースライン
単にラインとも呼ばれる。欧文に限らず、様々な文字体系に存在する仮想的な線と言える。和欧混植の組版においては、一方が下がって見えるといった問題を解消するために、和欧間で異なるベースラインを設定することがある。
ミーンライン
ベースライン+エックスハイト（後述）の高さに引かれる水平線。ベースラインと並んで、視線を誘導するうえで重要な要素である。
キャップライン
大文字の上端の高さに引かれる水平線
アセンダーライン
小文字のf、h、l などの上端の高さ、すなわちアセンダーの上端に引かれる水平線。
なお、Lの小文字「l」と大文字「I」の字形が書体によっては酷似するが、基本的に小文字lの上端はアセンダーラインに達し、大文字Iの高さはキャップラインに収められる。本文書体では、目立ちすぎないように両者の差は小さい。見出し書体では、逆にキャップラインがアセンダーラインより高く設計されることがある。これは可読性よりも誘目性を重視した設計と言える。
ディセンダーライン
ディセンダ（後述）の下端を揃える水平線。
エックスハイト（xハイト）
a、c、x などの小文字の高さ。ベースラインとミーンラインの間。文字通り、xの活字の高さ（ハイト）から来ている。
小文字の高さは「エックスハイト・エックスハイト+アセンダー・エックスハイト+ディセンダー」の3種類であり、エックスハイトを基本として全体のデザインが組み立てられる。書籍などの本文組版に使用される字種の大部分は小文字であり、読者の視線はエックスハイトを基準として流れていくため、これが揃っていない書体の可読性は損なわれる。
なお、実際の書体設計においては、cやoなどの丸く小さい文字が、錯視により過度に小さく見えるのを防ぐため、オーバーシュートといって上下のラインに若干重なるようデザインされる。これにより、人間の目にとってラインが揃っているように知覚されるのである。
キャップハイト
大文字の高さ。小文字と異なり、（一般的な欧文書体では）大文字はこの高さで揃う。
アセンダー
b、d、f、h、k、lについて、ミーンラインより上に出た部分。
ディセンダー
g、j、p、q、yについて、ベースラインより下に出た部分。
（特に横組みにおいて）活字を単独でなく並べた状態で俯瞰して、和文と特に異なる要素の一つが、このディセンダーである。これに相当する要素が和文活字には存在しないためである。1バイト部分に欧文書体を組み合わせてあるフォントで、半角（すなわち1バイトの）括弧のベースラインが下がって見えることがあるのは、その括弧が天地をアセンダーからディセンダーの高さにかけてデザインされているからと言える。
欧文書体では等幅活字を除いて、文字ごとに字幅（セット、字面の横の長さ）が異なるため、活字のサイズはボディサイズ（字面の縦の長さ）が基準となっている。ある活字のサイズを一辺とする正方形を、組版における相対的な長さの単位としたものがem（エム）である。例えば、12ポイントの活字での1 emは12ポイントであり、14級の活字での1 emは14級である。emという呼称は大文字Mに由来しており、古くはMの活字の字幅とボディサイズがほぼ一致し、正方形に近かったためとされる。文書全体の量を知るためには単語数を計量することが多いが、このemを用いることもある。
小文字のaからzまでを並べた長さ、すなわちabcdefghijklmnopqrstuvwxyzの長さを、a-zレングスという。

## 植字にあたって
和欧混植では、ポールやエッジセリフ、ステムなどのデザインが、和文の同様の要素とデザインとして合っているかを考慮しながら組み合わせを考える。もっとも、あらかじめ設定された従属書体を用いる場合も多い。